# Super Seniors
Super Seniors est une émission de télévision suisse de télé réalité diffusée sur la Télévision suisse romande durant l'automne 2005 et produite par Béatrice Barton. 

## Concept
Inspiré de Star Academy, le concept consistait à réunir 13 personnes âgées de 60 à 75 ans dans un hôtel sur les hauts de Champéry pendant deux mois. Les participants devaient réaliser un spectacle de 60 minutes tout en étant guidés par des professionnels du spectacle. Contrairement à la plupart des productions de télé réalité, les participants n'étaient pas éliminés.
L'émission fut enregistrée au printemps 2005 et diffusée chaque semaine du 15 octobre au 17 décembre 2005. Elle reçut un accueil partagé auprès du public. Dans la presse et les lettres des lecteurs, elle fut à la fois décriée pour certains propos qualifiés de « vulgaires » et appréciée pour son concept original et la sincérité des seniors.